# 프랜시스 리버

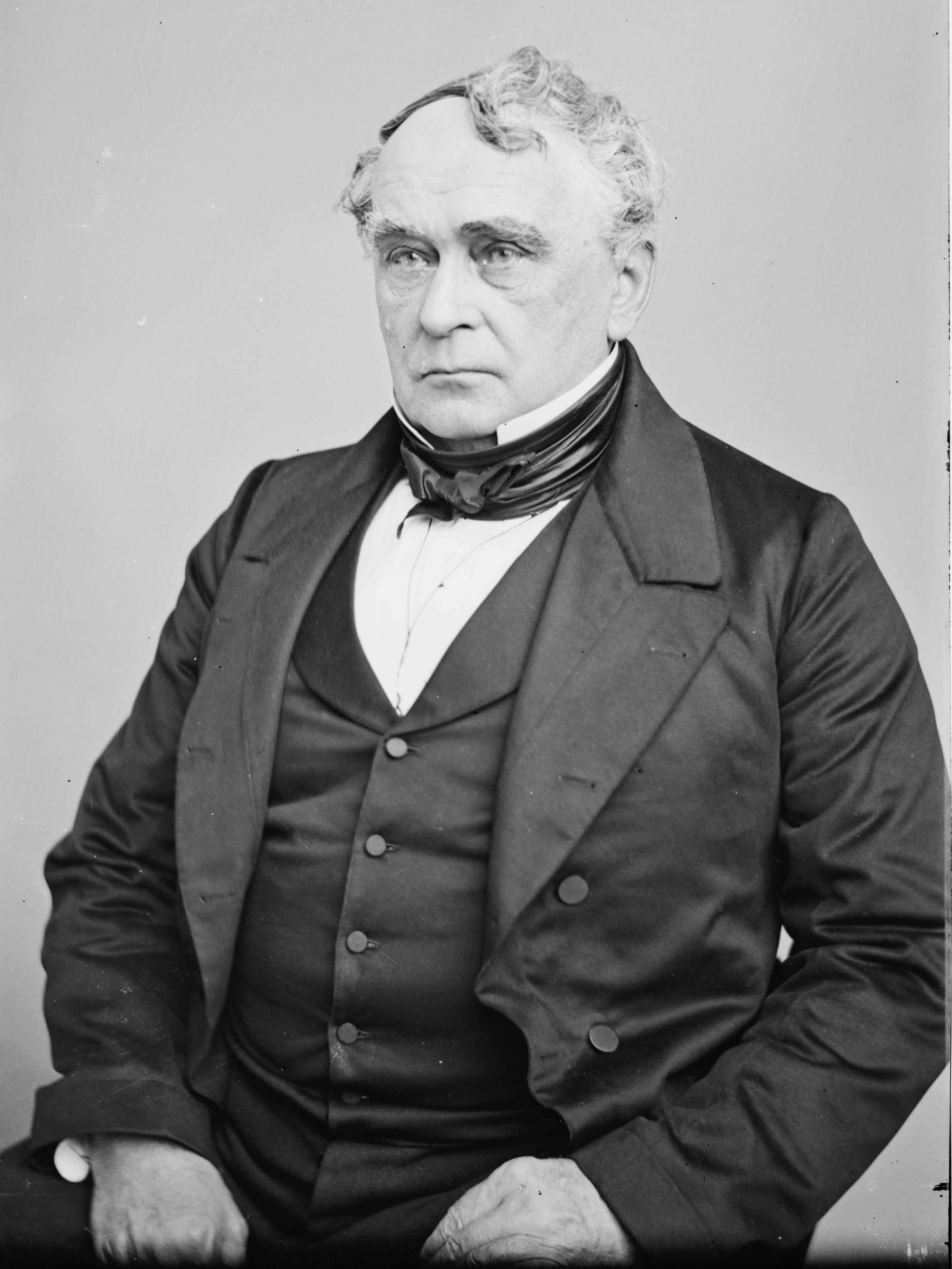
프란시스 리버

프랜시스 리버(영어: Francis Lieber, 독일어: Franz Lieber 프란츠 리버[*], 1800년 3월 18일 ~ 1872년 10월 2일)는 독일계 미국인 정치학자, 정치 사상가이다. 미국 남북전쟁 당시 군법의 모태가 되는 연구를 했다. 무력충돌법을 주창했으며, 이는 “야전에서의 미연방정부 육군에 대한 명령”1호의 일부가 되었다.